# Музей дизайна (Лондон)
Музей дизайна — музей в Кенсингтоне, Лондон, который охватывает товарный, промышленный, графический, модный и архитектурный дизайн. Музей работает как зарегистрированный благотворительный фонд, и все средства, полученные от продажи билетов, помогают музею в кураторстве новых выставок. Вход в постоянную экспозицию музея «Дизайнер, производитель, пользователь» бесплатный. В 2018 году музей стал лауреатом премии «Европейский музей года».
Деян Суджич сменил Элис Раусторн на посту директора Музея дизайна в 2006 году. В 2016 году Алиса Блэк была назначена исполнительным директором.

## История
Музей был основан в 1989 году сэром Теренсом Конраном. Первоначально он был расположен на берегу Темзы, возле Тауэрского моста, а позже переехал в Кенсингтон.
Музей первоначально размещался на бывшем банановом складе 1940-х годов на южном берегу Темзы, в районе Шад-Темзы в Лондоне. Переоборудование склада изменило его до неузнаваемости, превратив в здание в стиле Международного модернизма 1930-х годов. Это финансировалось многими компаниями, дизайнерами и благотворителями. Музей был спроектирован группой Конрана, с выставками на двух этажах и выставочным пространством «Резервуар дизайн-музея» на набережной. Между музеем и Темзой была установлена крупномасштабная скульптура под названием «Голова изобретения сэра Эдуардо Паолоцци».
В июне 2011 года сэр Теренс Конран пожертвовал 17,5 миллионов фунтов стерлингов, чтобы музей мог переехать в 2016 году со склада на более крупный объект, где ранее размещался Институт Содружества в западном Лондоне. Эта достопримечательность 1960-х годов, здание класса II*, спроектированное Робертом Мэтью / сэром Робертом Мэтью и архитекторами Johnson-Marshall and Partners, которое пустовало более десяти лет, было подготовленно проектной группой во главе с Джоном Пасоном, который сделал здание пригодным для музея 21-го века, в то же время сохраняя его пространственные достоинства.
Музей дизайна открылся в Кенсингтоне 24 ноября 2016 года. Переезд дал музею в три раза больше места, чем в предыдущем месте, с новым учебным центром Swarovski Foundation, аудиторией Бакала на 202 места и специальной галереей для показа своей постоянной коллекции, доступной бесплатно.
Переезд привёл музей в Культурный квартал Кенсингтона, присоединившись к Королевскому колледжу искусств, Музею Виктории и Альберта, Музею науки, Музею естествознания и галерее Серпетин.

## Коллекции
На верхнем этаже, под крышей музея, находится постоянный дисплей «Дизайнер, производитель, пользователь» с ключевыми объектами из коллекции музея. Это единственный в Великобритании музей, посвящённый исключительно современному дизайну и архитектуре. Ресторан, зал для членов, студия мероприятий и галерея также расположены на верхнем этаже.
На втором этаже находится справочная библиотека по дизайну и архитектуре, предназначенная для студентов, преподавателей, исследователей и дизайнеров. В него также входят архивные материалы, касающиеся истории музея. Учебный центр фонда Swarovski — это комплекс учебных помещений, включающий дизайн-студию, творческую мастерскую, два зала для семинаров и общий зал. На первом этаже также расположены офисы музея, стойка регистрации, конференц-зал и киностудия.
На первом этаже представлены временные выставки. Атриум, доступный как с Кенсингтон-Хай-Стрит, так и с Холланд-парка, приветствует посетителей и действует как пространство для мероприятий. Главная лестница из атриума ведёт на все этажи, откуда открывается вид на первый и второй этажи и гиперболическую параболоидную крышу.
В Галерее Номер два, расположенной на двух нижних уровнях и занимающей площадь в два этажа, проводится программа временных выставок, посвящённых архитектуре, моде, мебели, изделиям и графическому дизайну. Аудитория «Бакала» вмещает 202 человека и является специально оборудованным помещением для проведения в течение года программ переговоров, семинаров, дебатов и публичных и частных мероприятий. На цокольном этаже расположены магазин, помещения для подготовки выставок и раздевалка для посетителей.

## Награды
С 2003 по 2006 год Музей дизайна запустил номинацию «Дизайнер года» с премией в размере 25 000 фунтов стерлингов; в первые три года её показывали по телевидению на BBC Two. В 2007 году новый директор остановил номинацию и в 2008 году представил награду «Дизайн года». Страховая компания Brit Insurance спонсировала премии с 2003 по 2011 год.

### Дизайнер года
- 2003 Джони Айв
- 2004 Дэниел Браун
- 2005 Хилари Коттам
- 2006 Джейми Хьюлетт
- 2007 Дуартэ Феррейра

### Дизайн года
Учитываются предметы дизайна, произведённые за предыдущие 12 месяцев по всему миру. Каждому из уважаемых на международном уровне экспертов по дизайну предлагается выдвинуть до пяти проектов, подпадающих под семь категорий: архитектура, транспорт, графика, интерактивный дизайн, продукции, мебель и мода. С 2015 года существует шесть категорий: архитектура, мода, графика, цифровой дизайн, товарный дизайн и транспорт. Компания Beazley Insurance стала спонсором выставки в 2016 году.
- 2008 проект «Один ноутбук на ребёнка», созданный Ивом Бехаром[5]
- 2009 плакат с изображением Барака Обамы, разработанный Шепардом Фейри[6]
- 2010 складной штекер, сконструированный Мин-Кю Чой[7]
- 2011 лампа Plumen 001, созданная Самуэлем Уилкинсоном и компанией Hulge[8]
- 2012 лондонский олимпийский факел, спроектированный британской дизайн-студией BarberOsgerby[9]
- 2013 сайт «GOV.UK», созданный правительственной цифровой службой[10]
- 2014 центр Гейдара Алиева в Баку, Азербайджан по проекту архитектора Захи Хадид[11]
- 2015 «Человеческие органы на чипах» — проект Дональда Ингбера и Дэна Донджеуна Наха[12]
- 2016 «Лучшее пристанище» — Йохан Карлссон, Денис Картер, Кристиан Густафссон, Джон ван Леер, Тим де Хаас, Николо Барбара, Фонд ИКЕА и УВКБ ООН[13]
- 2017 Национальный музей афроамериканской истории и культуры, разработанный Ассоциацией Аджайе, компанией Фрилон, Дэвид Броуди Бонд, компанией СмитГрупп для Смитсоновского института[14]
- 2018 выставка «Встречные расследования» в Институте Современного Искусства[15].

## Дизайнеры в резиденции
Программа «Дизайнеры в резиденции» в Музее дизайна была запущена впервые с 12 сентября по 14 октября 2007 года во время Лондонского фестиваля дизайна. Она является основной частью деятельности музея и существует для того, чтобы предоставить новым дизайнерам в любой дисциплине время и пространство вдали от их обычной среды для отражения, исследования и рассмотрения новых путей развития их практики.
- 2010 — Тема: Никто. Участники: Асиф Хан, Бетан Вуд, Дэйв Боукер, Марк Оуэнс, Джилс Миллер, Алексена Кайлесс, Себастьян Хейна и Гай Браун
- 2011 — Тема: Несовершенство. Участники: Саймон Хасан, Хе-Ен Парк, Уилл Шеннон, Джейд Фолавийо
- 2012 — Тема: Бережливость. Участники: Фрея Сьюэлл, Гарри Тримбл и Оскар Медли-Уитфилд, Лоуренс Лек, Юрий Судзуки[17]
- 2013 — Тема: Личность. Участники: Адам Натаниэль Фурман, Юни Джо, Хлоя Майнек, Томас Твейтс[18]
- 2014 — Тема: Разрушение. Участники: Джеймс Кристиан, Илона Гейнор, Торстен Шервуд, Патрик Стивенсон-Китинг
- 2015 — Тема: Миграция. Участники: Крис Грин, Стефани Хорниг, Хефин Джонс, Алекса Поллманн[19]
- 2016 — Тема: Открытие. Участники: Аликс Бизе, Клементина Блейкмор, Андреа де Кирико, Рейн Ву
- 2017 — Тема: Поддержка. Участники: Крис Хильдрей, Студия Аяскан, Инка Данмол, Суми Парк
- 2018 — Тема: Жилище. Участники: Хестер Бак, Элла Булли, Легран Егер и Хельга Шмид[20]

## Испытание «Дизайн Вентура»
Дизайн Вентура бросает вызов студентам 9, 10 и 11 лет, чтобы разработать новый продукт для музейного магазина.
Дизайн Вентура — это флагманский учебный проект Музея дизайна, он предоставляет студентам возможность развивать дизайн-мышление, творческие и деловые способности и навыки трудоустройства. Проект осуществляется с 2010 года в партнёрстве с Deutsche Bank в рамках программы вовлечения молодёжи банка Born To Be, в которой приняли участие более 36 000 учащихся в 588 школах.